# Эрстед, Андерс Сандё (политик)
Андерс Сандё Эрстед (дат. Anders Sandøe Ørsted; 21 декабря 1778, Рудкёбинг, Южная Дания — 1 мая 1860, Копенгаген) — датский юрист, политик, премьер-министр страны в 1853—1854 годах.

## Имя
В различных источниках встречаются разные формы записи имени Андерса Эрстеда:
- дат. Anders Sandøe Ørsted[2],
- дат. Anders Sandoe Oersted
- дат. Anders Sandö Örsted
- дат. Anders Sandöe Örsted[3].

## Биография
Изучал философию и право в Копенгагене, в 1799 году был принят в коллегию адвокатов. Стал известным юристом. В 1802 г. был судьёй, приговорившим к возвращению в рабство Ханса Йонатана, бывшего карибского раба, жившего в Дании, несмотря на то, что на территории Дании рабство было недействительным.
Довольно рано вошел в состав национальной администрации, с 1825 по 1848 год занимал пост юрисконсульта правительства. Сделал свой вклад в создание конституции 1831 года. Был министром правительства в 1842—1848, с октября 1853 до декабря 1854 возглавлял правительство. Был вынужден уйти в отставку из-за непопулярного консерватизма. В 1855 году был привлечен к ответственности за обвинения в нарушении конституции, но был оправдан, после чего ушел из политики.

## Семья
Был братом известного физика Ханса Кристиана Эрстеда (1777—1851), и дядей ботаника Андерса Сандо Эрстеда (1816—1872).